# Ariane de Rothschild
Ariane de Rothschild, nacida Ariane Langner (San Salvador, 14 de noviembre de 1965) es una banquera germano-suiza. Desde 2023 es CEO del Grupo Edmond de Rothschild.

## Biografía
Ariane de Rothschild nació en San Salvador (El Salvador). Su padre, Wolfgang Langner, fue un alto ejecutivo alemán de la empresa farmacéutica Hoechst AG. Su madre, Michelle Schmitlin, era de Alsacia. Ariane y su hermano Philippe siguieron a sus padres a Bangladés, Colombia y al antiguo Zaire (de los 9 a los 19 años).  Asistió a una escuela secundaria francesa en Zaire,  estudió en Sciences Po en París  y luego obtuvo un MBA en gestión financiera por la Universidad Pace de Nueva York en 1990.   Mientras estudiaba en Pace, Ariane de Rothschild era corredora de bolsa en la Société Générale de Nueva York. En 1990, se incorporó a las oficinas de AIG (American International Group) en Nueva York y ese mismo año se trasladó a la sala de operaciones de AIG en París. Conoció a Benjamin de Rothschild, un cliente de AIG, en 1993. 
Ariane de Rothschild pertenece al clan de la familia Rothschild, con una fortuna familiar estimada por la revista Challenges en 5.000 millones de euros en 2022. 

## Grupo Edmond de Rothschild
Después de casarse en 1999 con Benjamin de Rothschild, hijo de Edmond de Rothschild y heredero del grupo Edmond de Rothschild, Ariane se unió al consejo de supervisión de la empresa familiar "La Compagnie Financière Edmond de Rothschild" (LCF) en 2006.  En 2005, reestructuró las actividades filantrópicas del grupo con el objetivo de desarrollar un modelo filantrópico sostenible de "retorno del compromiso", lo que llevó a la creación de las "Fundaciones Edmond de Rothschild", una estructura activa en cinco campos diferentes: arte y cultura. salud e investigación, filantropía, diálogo cultural y emprendimiento social.  
En 2008, fue nombrada miembro de la junta directiva del grupo y vicepresidenta en 2009.  Ha centrado su agenda en inversiones de impacto ambiental y social y en la reestructuración de las operaciones y subsidiarias dispersas de la empresa.   En 2010, LCF Edmond de Rothschild cambió su nombre a Edmond de Rothschild Group.  En 2014, todas las actividades financieras y no financieras del grupo se reorganizaron dentro de la estructura del grupo. 
El 30 de enero de 2015, Ariane de Rothschild asumió la presidencia del comité ejecutivo y supervisó las operaciones del grupo.  Fue nombrada para dar un nuevo impulso a la empresa.  Aportó un nuevo estilo al espíritu del banco,  apostando por la innovación dentro de las líneas ejecutivas del grupo.  También en 2015, el grupo publicó por primera vez un informe de sostenibilidad. 
En 2016 finalizó la reorganización de los activos del grupo bajo la etiqueta Edmond de Rothschild Heritage.  Retiró el Grupo Edmond de Rothschild de Asia y, al año siguiente, en 2017, implementó la tecnología bancaria Avaloq.  En marzo de 2019, la empresa sacó a Edmond de Rothschild (Suiza) SA de la bolsa, pasando a ser propiedad exclusiva del grupo. Ariane de Rothschild asume la presidencia del consejo. La sociedad francesa se incorpora a la suiza para simplificar la estructura del grupo. 
En enero de 2021, su marido Benjamin de Rothschild muere de un ataque cardíaco, lo que la convierte en la única propietaria mayoritaria del Grupo Edmond de Rothschild y tiene la mayoría de votos junto con sus cuatro hijas.   En marzo de 2023 asumió el cargo de director general del grupo. 

## Otras actividades
De 2003 a 2011, el Premio de Arte Ariane de Rothschild premió iniciativas de arte contemporáneo.  El Programa de Doctorado para Mujeres Ariane de Rothschild en Israel se lanzó en 2009 para brindar apoyo financiero total y programas educativos mejorados a las mujeres que cursan un programa de doctorado.  Al año siguiente, en 2010, se lanzó el programa de becas Ariane de Rothschild para promover el diálogo intercultural a través del emprendimiento social y las ciencias sociales, particularmente entre las comunidades judía y musulmana.  
En 2012, habló con Warren Buffett sobre filantropía en la primera escena del documental The Billionaires' Pledge . 
En 2018, lideró la adquisición de la empresa de fragancias Parfums Caron y gestionó el relanzamiento de la marca,  centrando su distribución en los países de Oriente Medio.  Tras la muerte de su marido Benjamin de Rothschild en 2021, asumió la dirección de la escudería de vela Gitana Team.  En mayo de 2019, durante la gala del Fondo de Investigación de la Organización Europea para la Investigación y el Tratamiento del Cáncer (EORTC), Ariane de Rothschild donó una botella de vino Château Lafite Rothschild 1869 que se vendió por 220.000 euros.  En 2021 lanzó la primera añada del vino rosado L'Amistà (Château Roubine, Côtes de Provence) que coelaboró.  En 2022 fue distinguida por la revista Finews Asia. 

## Controversias
En 2023, una investigación de The Wall Street Journal reveló que Ariane de Rothschild, a pesar de las negaciones, había tenido vínculos comerciales durante años con el delincuente sexual convicto Jeffrey Epstein. 

## Vida privada
Estuvo casada con Benjamin de Rothschild desde el 23 de enero de 1999 (la boda se celebró en el ayuntamiento de Pregny-Chambésy) hasta su muerte el 15 de enero de 2021. Tuvieron cuatro hijas: Noémie, Alice, Eve y Olivia de Rothschild.  Vive en el castillo de Pregny (Suiza). 